# 斯旺維爾 (緬因州)
斯旺維爾（英語：Swanville）是一個位於美國緬因州瓦多縣的鎮。

## 人口
根據2020年美國人口普查的數據，斯旺維爾的面積為56.05平方千米，當中陸地面積為51.07平方千米，而水域面積為4.97平方千米。當地共有人口1377人，而人口密度為每平方千米25人。